# بخش بوربانک، شهرستان کندیوهی، مینه سوتا
بخش بوربانک (به انگلیسی: Burbank Township) یک منطقهٔ مسکونی در ایالات متحده آمریکا است که در شهرستان کندیوهای، مینه‌سوتا واقع شده‌است.
 بخش بوربانک ۹۲٫۵ کیلومتر مربع مساحت و ۵۱۰ نفر جمعیت دارد و ۳۷۰ متر بالاتر از سطح دریا واقع شده‌است.